# Середньочеський кубок з футболу 1934
Середньочеський кубок 1934 (чеськ. Stredoceský Pohár 1934) — сімнадцятий розіграш футбольного кубку Середньої Чехії. Переможцем змагань став клуб «Спарта» (Прага). Кількість учасників змагань була збільшена з 28 до 36.

## Результати матчів
1/4 фіналу
- «Славія» (Прага) — «Чаковіце» — 9:3

1/2 фіналу
- «Славія» (Прага) — «Кладно» —2:3
- «Спарта» (Прага) —

## Фінал
| 7.10.1934 |

| «Спарта» (Прага)                 | 6 — 0 | «Кладно» |
| -------------------------------- | ----- | -------- |
| Фацінек Пелцнер О.Неєдлий Заїчек | звіт  |          |

|  |

Спарта: Кленовець, Коштялек, Чтиржокий, Седлачек, Боучек, Србек, Пелцнер, Фацінек, Заїчек, О.Неєдлий, Грушка
Кладно: Рідер, Гебер, Ф.Неєдлий, Сверак, Краус, Черний, Фішер, Клоз, Прохазка, Й.Юнек, Новий